# Badis ben Mansur (hammadide)
Pour les articles homonymes, voir Badis ben Mansur et ben Mansur.
Ne doit pas être confondu avec le ziride Badis ben Mansur (règne 995-1016)
Badis bin Mansur (1104-1105) a été un souverain hammadide régnant à brièvement à Bejaïa en 1105.

## Biographie
Badis succède à son père Al-Mansur en 1104. Il s'était déjà fait remarquer par sa violence. Il commence son règne en exécutant le vizir de son père et en confisquant ses biens. Il s'installe à Béjaïa et fait exécuter le commandant de la ville. Il relève son frère Abd al-Aziz de son poste de gouverneur d'Alger et le relègue à Jijel.
Badis meurt après seulement quelques mois de règne. Son frère Abd al-Aziz revient de Jijel pour lui succéder en 1105.